# Gerd Wiegand

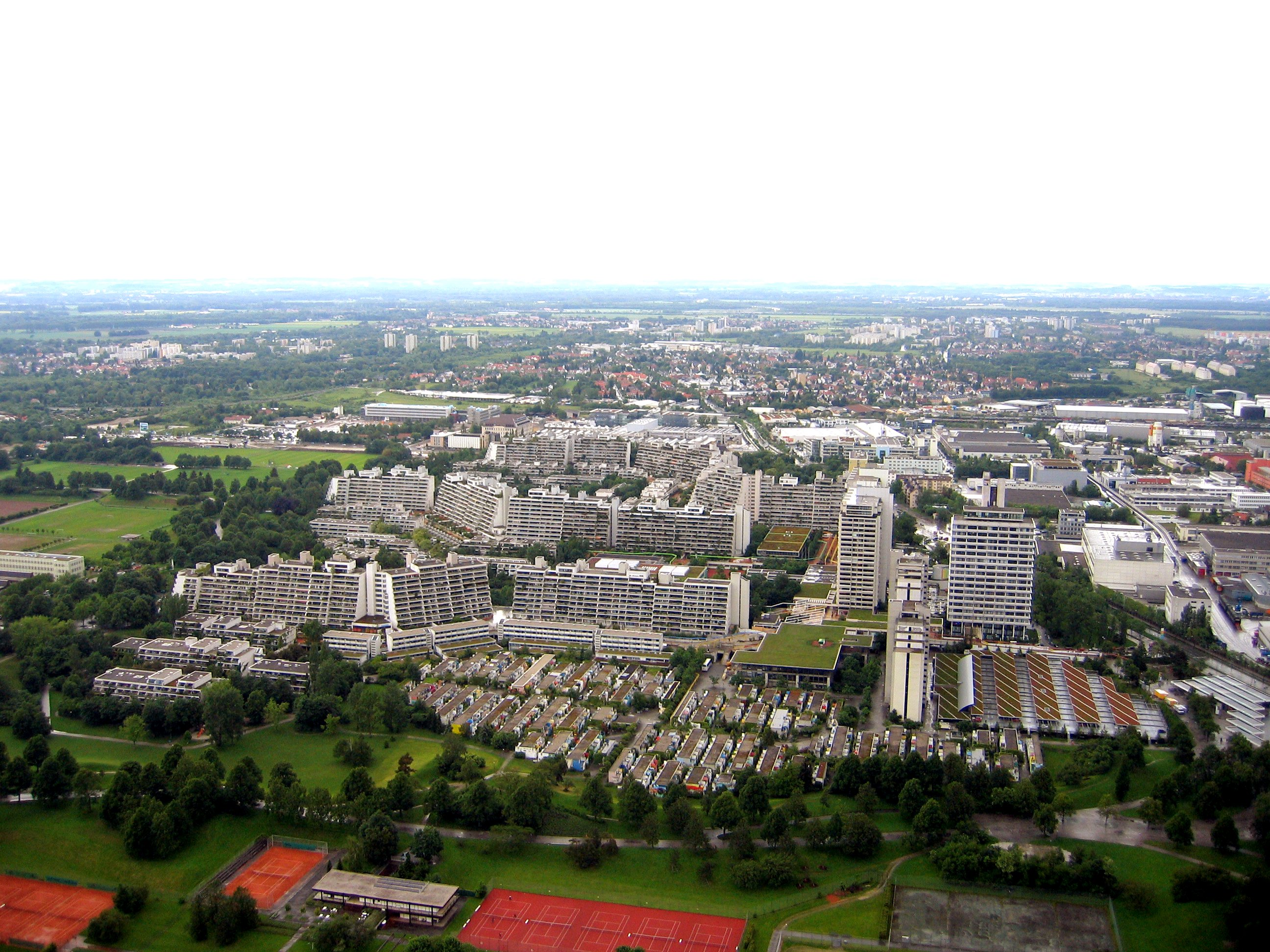
Olympiadorf München

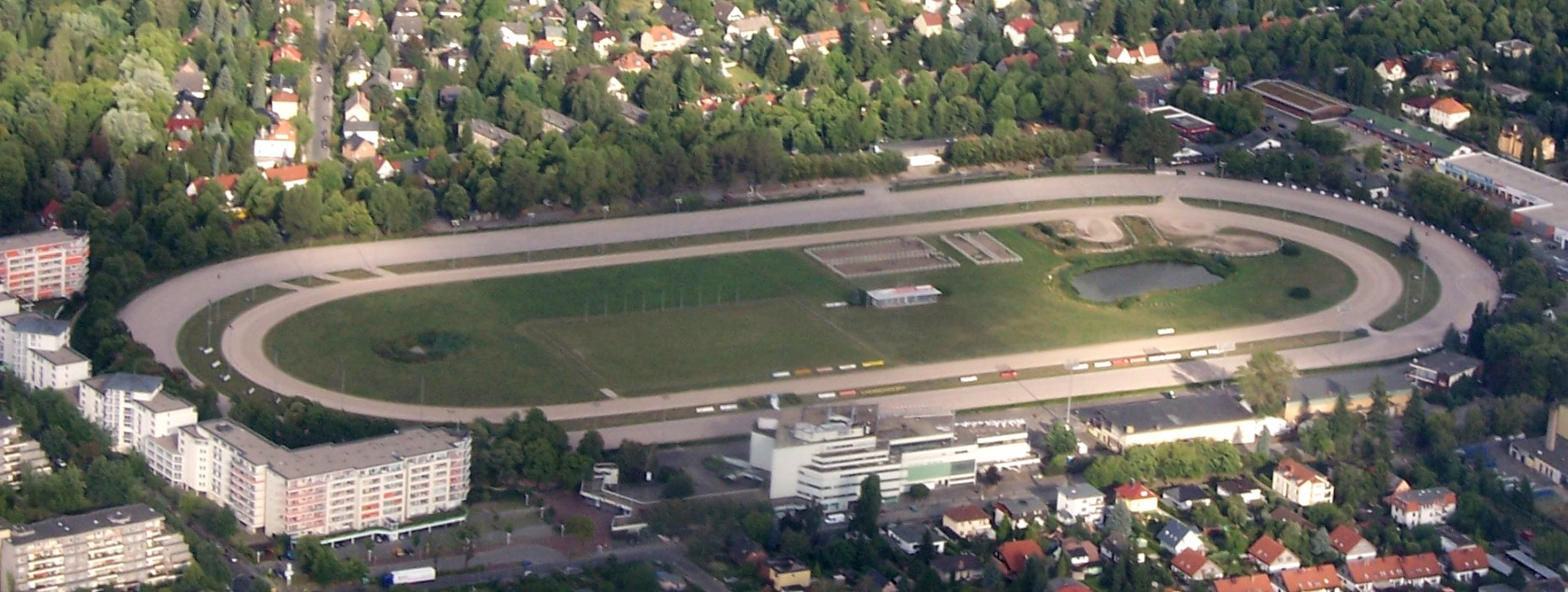
Trabrennbahn Mariendorf

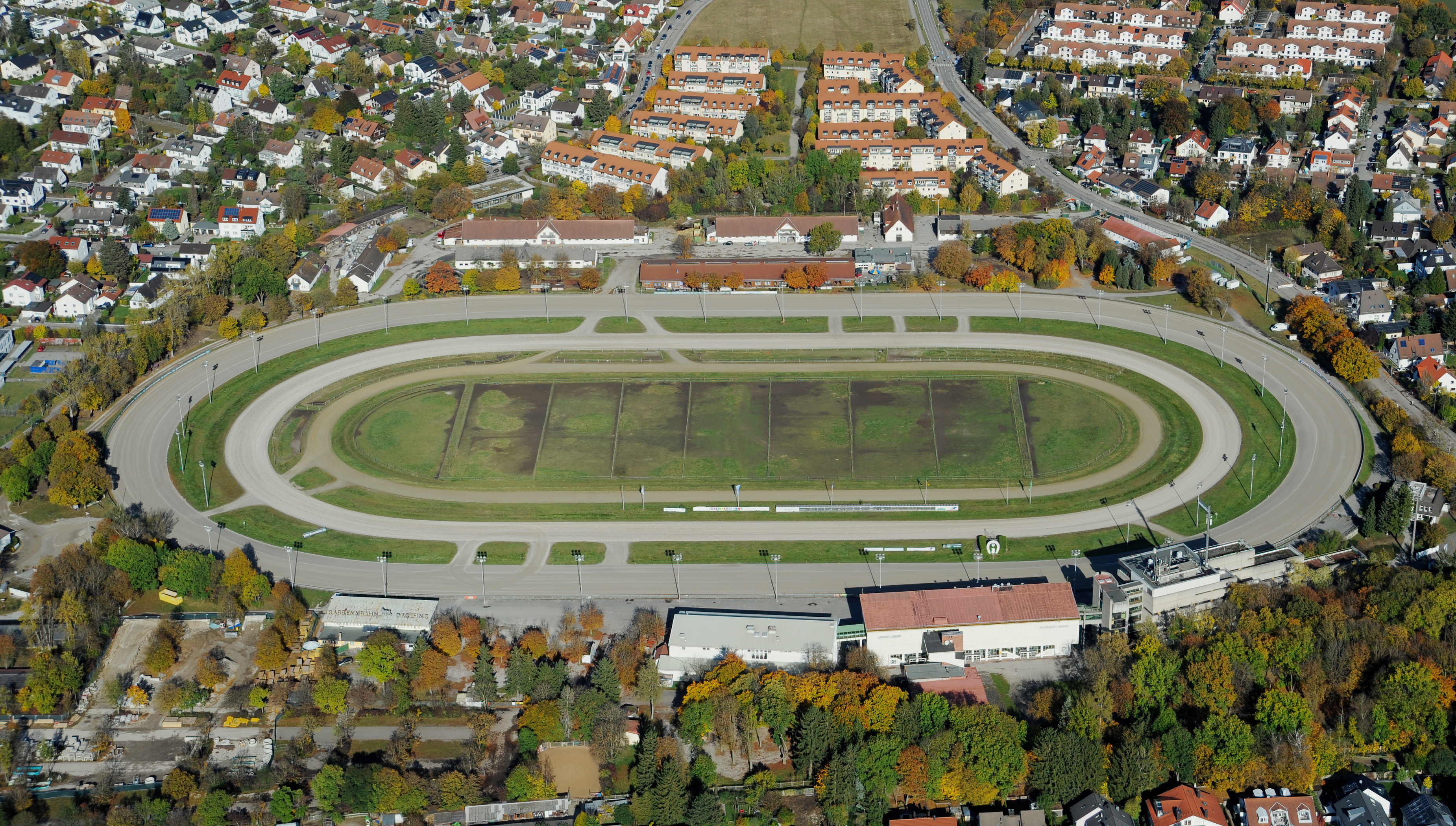
Trabrennbahn Daglfing

Gerd Wiegand (* 1922 in Cottbus; † 1994 in München) war ein deutscher Architekt.

## Leben
Gerd Wiegand studierte nach dem Zweiten Weltkrieg ab 1947 Architektur an der Technischen Hochschule München. Während des Studiums unternahm er eine Bildungsreise in die USA. 
Er war für zahlreiche Sport- und Verkehrsbauten vor allem in Bayern verantwortlich. Das von ihm errichtete Parkhaus Grottenau am Augsburger Ernst-Reuter-Platz war nicht nur die erste Hochgarage in Süddeutschland, sondern überzeugte auch die Kritiker durch die streng horizontale Ausrichtung, die offen gehaltene Fassade und die helle Farbgebung. Nach Wiegand sollte das nach dem D’Humy-System erbaute Parkhaus als „Autohafen“ wirken. Auch die mittlerweile abgerissene Optimol-Tankstelle in Würzburg mit ihrer schlank-ausladenden Zapfinselüberdachung war ein Bekenntnis zur modernen geschwungenen Architektur der 1950er Jahre.
In den 1980er Jahren gründete Wiegand ein Architekturbüro mit dem auf Parkhausarchitektur spezialisierten Roland Neef. 
Wiegand war in erster Ehe verheiratet mit Ellen, geb. Schumacher. Aus dieser Ehe stammte Beatrix Wiegand, * 19. September 1951 in München, die am 26. September 1979 in Erling-Andechs Luitpold Prinz von Bayern heiratete. Dadurch wurde Gerd Wiegand zum Großvater mütterlicherseits von Ludwig Prinz von Bayern.
Wiegand heiratete in zweiter Ehe die Schauspielerin Frauke Sinjen.
Die deutsche Architekturfotografin Sigrid Neubert fotografierte einen Teil von Wiegands Bauten.

## Bauten
- 1949: Tankstelle nahe der zerstörten Maxburg, München
- 1953: Großtankstelle, Regensburg[5]
- 1954: Optimol-Tankstelle, Würzburg[2]
- 1956–1957: Parkhaus Grottenau mit Tankstelle, Werkstätte, Autowaschanlage und Büros, Augsburg[6]
- 1958: Tribünenhaus der Trabrennbahn Daglfing
- 1961: Tribünenhaus der Trabrennbahn, Gelsenkirchen
- 1968–1972 Olympisches Dorf mit Werner Wirsing, Heinle und Wischer, Gordon Ludwig und Wolf Zuleger
- 1970: FINA-Parkhaus am Hofbräuhaus, München (um 2021 abgerissen)[7]
- 1974: Trabrennbahn Mariendorf, Berlin
- 1978–1983: Parkhaus Jakobsmarkt, Nürnberg[8]
- 1979: Parkhaus, Memmingen
- 1981: Tribünenhaus der Trabrennbahn Recklinghausen
- 1984–1989: Brauerei in Fürstenfeldbruck mit Roland Neef
- 1994: Hotelgarage „Drei Mohren“, Augsburg mit Roland Neef
- 1994–1995: Parkhaus P4 am Flughafen Düsseldorf mit Roland Neef[9]